# طیف‌سنج پرتو ایکس
طیف‌سنج پرتو ایکس( x-ray spectrum )، دستگاهی‌ست که در مطالعهٔ بلورها با پرتوهای ایکس به کار می‌رود و در آن، باریکه ظریفی از پرتوهای ایکس تکفام با زاویه معین بر سطح بلور می‌تابد.انرژی پرتوهای ایکس پراش یافته در جهت‌های مختلف که در اثر ساخته بلوری ویژه نمونه صورت می‌گیرد با استفاده از یک اتاقک یونش که بر روی یکی از محورهای میز طیف سنج سوار شده با شیوه عکس برداری ثبت می‌شود.